# Krzysztof Kostrzewa
Krzysztof Jacek Kostrzewa (ur. 1961) – polski teoretyk muzyki, doktor habilitowany sztuk muzycznych.

## Życiorys
W latach 1987-1991 ukończył studia teorii muzyki i kompozycji w Akademii Muzycznej w Krakowie, w 2012 r. habilitował się na podstawie pracy zatytułowanej Mój Magnificat w kontekście postmodernistycznych technik kompozytorskich. Pracuje na stanowisku profesora uczelni w Instytucie Muzyki, Kolegium Nauk Humanistycznych Uniwersytetu Rzeszowskiego.